# Algidiella aucklandica
Algidiella aucklandica es una especie de araña araneomorfa de la familia Micropholcommatidae. Es el único miembro del género monotípico Algidiella. Es originaria de las islas Auckland, Nueva Zelanda.